# Lo sviluppo sostenibile
Lo sviluppo sostenibile è un saggio scritto da Giorgio Nebbia, docente di merceologia alla facoltà di Economia e commercio dell'Università di Bari, che tratta dell'accaparramento delle risorse necessarie per soddisfare i bisogni umani nei settori primari e voluttuari; dall'alimentazione all'abitazione, dall'abbigliamento all'energia: le risorse vengono prese dalla natura e trasformate in merci, utilizzate il tempo indispensabile prima di ritornare come scorie alla natura, scatenando spesso effetti negativi.
Nebbia descrive le crisi delle risorse naturali ed i difficili rapporti tra i popoli in associazione alla storia delle merci, alle leggi del profitto e del mercato capitalistico. Secondo l'autore, così come la causa delle guerre imperialiste e del colonialismo va ricercata nella ricerca di materie prime, allo stesso modo oggi le grandi potenze sfruttano i paesi poveri e li ricattano. Secondo l'opinione dell'autore per passare da un mondo violento ed ingiusto ad una società in cui lo sviluppo sia sostenibile occorre modificare i modi di produzione e di consumo oltre a rinnovare le regole economiche e le leggi del mercato.

## Edizioni
- Giorgio Nebbia, Lo sviluppo sostenibile, Edizioni Cultura della Pace, 1991,  pp.174 , cap. 5.